# Andreas Blödorn
Andreas Blödorn (* 1972 in Flensburg) ist ein deutscher Germanist.

## Leben
Nach dem Studium der Neueren deutschen Literatur- und Medienwissenschaft, Anglistik, Kunstgeschichte und Geschichte in Kiel, Sunderland und Kopenhagen, der Promotion 2001 an der Universität Kiel und der Habilitation 2011 in Wuppertal ist er seit 2011 Inhaber des Lehrstuhls für Neuere deutsche Literatur (Schwerpunkt Literatur und Medien) an der Universität Münster.
Seine Forschungsschwerpunkte sind Literatur des 18.–21. Jahrhunderts (insbesondere Goethezeit, Realismus und Frühe Moderne), Filmgeschichte (insbesondere Frühe Moderne und Nachkriegszeit), Literatur- und Mediensemiotik und Narratologie und intermediale Erzählverfahren in Literatur und Film.

## Schriften (Auswahl)
- Zwischen den Sprachen. Modelle transkultureller Literatur bei Christian Levin Sander und Adam Oehlenschläger. Göttingen 2004, ISBN 3-525-20595-3.
- Hg.: Stimme(n) im Text. Narratologische Positionsbestimmungen. Köln 2006, ISBN 3-11-018571-7.
- mit Søren R. Fauth (Hg.): Metaphysik und Moderne. Von Wilhelm Raabe bis Thomas Mann. Festschrift für Børge Kristiansen. Wuppertal 2006, ISBN 3-938375-13-2.
- mit Christine Hummel (Hg.): Psychogramme der Postmoderne. Neue Untersuchungen zum Werk Patrick Süskinds. Trier 2008, ISBN 978-3-86821-005-7.
- mit Friedhelm Marx (Hrsg.): Thomas Mann-Handbuch. Leben – Werk – Wirkung. Metzler, Stuttgart/Weimar, 2., erweiterte Auflage 2025 (zuerst 2015).